# 中国民权保障同盟
中国民权保障同盟是1932年12月17日在中华民国成立的一个旨在保障民权的社会团体，1933年6月因杨杏佛遇刺身亡而无形解散。

## 背景
中国民权保障同盟成立前，发生过两件事。一是1930年2月胡适出版《人权论集》。二是1931年6月共产国际秘密工作人员牛兰夫妇被捕及随后宋庆龄等人的营救活动。
1930年2月，上海新月书店出版《人权论集》，收录胡适、梁实秋、罗隆基在《新月》月刊上发表的拥护人权的文章，由胡适编成该书并作序。该书“主题词”为“快快制定约法以保障人权！”该书点名批评孙中山，反驳其在《建国大纲》中提出的“训政时期”理论。胡适在书中表达了对中国人权状况的不满，并以蒋主席拘禁刘文典、唐山驻军152旅严刑拷打一商人致残引起罢市这两事为例，提出“在今日如果真要保障人权，如果真要确立法治基础，第一件应该制定一个中华民国的宪法。至少，至少，也应该制定所谓训政时期的约法。”
1931年6月15日，共产国际潜伏中国的秘密工作人员牛兰及妻子在上海四川路235号住处遭到上海公共租界巡捕房逮捕。苏联随即营救。地下营救活动外国方面由理查德·佐尔格领导，中国方面由潘汉年领导。地上营救活动则由宋庆龄于1931年12月亲自出面同蒋介石交涉，提出中国释放牛兰夫妇，苏联将蒋经国遣送回国，但蒋介石未接受。1932年7月1日，南京国民政府以“危害民国”罪对牛兰加以审讯。7月2日，牛兰绝食抗争。7月11日，宋庆龄偕牛兰夫妇的辩护律师陈瑛意来江宁地方法院看守所探视牛兰夫妇，劝二人进食。同日，宋庆龄、蔡元培、杨杏佛、埃德加·斯诺等人成立“牛兰夫妇上海营救委员会”，宋庆龄担任主席。

## 成立

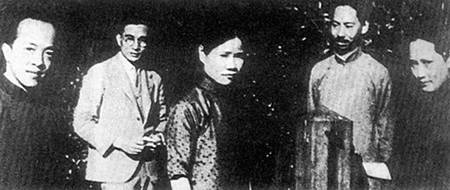
宋庆龄、杨杏佛、黎沛华、林语堂、胡愈之

1932年12月17日，“中国民权保障同盟”成立。原来的“牛兰夫妇上海营救委员会”成员大多成为该同盟盟员。此外该同盟还吸收了不少文化教育界名人加入。1932年12月18日，上海《申报》发表宋庆龄、蔡元培、杨铨（杨杏佛）、黎照寰、林语堂等人以筹备委员会名义发表的《发起中国民权保障同盟宣言》。该同盟实际上继续将营救牛兰夫妇作为首要任务，外加营救其他政治犯的任务，再加维护一般人权的口号。
中国民权保障同盟的最高领导机关是全国委员会，由执行委员会主持工作，全国委员会由各地分会组成。中国民权保障同盟总会设在上海。1932年12月30日，中国民权保障同盟在上海南京路华安大厦召开中外记者招待会，宣布由筹委会选举产生的临时中央执行委员会，主席为宋庆龄，副主席为蔡元培，总干事为杨杏佛，宣传主任为林语堂，临时中央执行委员会由上述4人及邹韬奋、胡愈之、伊罗生共7人组成，蔡元培在会上演说称：“既同是人，就有一种共同应保障的普通人权。所以，我等第一，无党派的成见”，第二，“无国家的界限”，第三，“对于已定罪或未定罪的人，亦无甚区别”。
1933年1月18日，《申報》刊登了《中國民權保障同盟宣言》，其中提出三條宗旨：

- （一）為國內政治犯之釋放與非法的拘禁酷刑及殺戮之廢除而奮斗。本同盟願首先致力於大多數無名與不為社會注意之獄囚。
- （二）予國內政治犯與法律及其他之援助。並調查監獄狀況。刊布關於國內壓迫民權之事實以喚起社會之公意。
- （三）協助為結社集會自由言論自由出版自由諸民權努力之一切奮斗。

1933年1月17日，中国民权保障同盟上海分会举办成立会，宋庆龄、蔡元培、杨铨、林语堂、伊罗生、邹韬奋、陈彬和、胡愈之、鲁迅共九人当选为上海分会执行委员。3月18日，依同盟规定，林语堂等人因已是临时中央执行委员会执委，不应兼任分会领导职务，故辞去上海分会执委职务。
1933年1月30日下午4时，中国民权保障同盟北平分会在南河沿的欧美同学会召开成立大会，选举胡适、成舍我、陈博生、徐旭生、许德珩、任叔永、蒋梦麟、李济之、马幼渔共九人为执行委员。
除上海分会、北平分会外，没有其他分会。全国代表大会一直未召开。总会临时执委会人员与上海分会负责人许多是重复的。

## 主要活动
中国民权保障同盟将营救政治犯的私人行为，扩大为社会名流参加的有组织行为。牛兰夫妇、陈独秀、许德珩、侯外庐、廖承志、刘煜生、罗登贤、陈赓、丁玲、潘梓年、陈广、余文化、陈淑英等人，都曾受中国民权保障同盟营救或关心。
中国民权保障同盟临时执委会开会时，常由总干事杨铨报告案子及营救办法。每次开会均有外国记者参加。同盟向国民党当局抗议，发宣言。会议消息及宣言，有时无法在国内发表，便由史沫特莱、伊罗生等外国记者发到国外，或刊载在美国人办的英文《中国论坛》上，在国际舆论中影响很大。萧伯纳、爱因斯坦、罗曼·罗兰等名人据此发表宣言或电报向国民党当局提出抗议。
1933年，德国希特勒上台成立法西斯政府，中国国民党也开始学德国实行法西斯化。1933年5月13日，中国民权保障同盟的代表宋庆龄、蔡元培、杨杏佛、林语堂、鲁迅，及外国记者史沫特莱、伊罗生亲到德国驻上海领事馆递交抗议书，抗议法西斯政党，指出希特勒上台后仅四、五个月，“被捕之工人，已达三四万，而知识分子横遭压迫者，亦在数千之数。对囚犯施以惨刑或加以虐杀，事后诬为自尽或谓逃亡时中弹殒命。”该抗议书转至德国驻华公使陶德曼，但未转给德国政府，不久即由陶德曼直接退给宋庆龄。陶德曼兼任蒋介石的高级顾问，这种处理显然也获得了蒋介石支持。杨杏佛向新闻界谈话时表示，此次递交抗议书行动“已引起举世特殊之注意，可谓已达到相当之目的。本埠犹太人协会，曾来函感谢。日本文学界亦有一致反对德国焚书暴政之举动，可知正义尚存也。”
中国民权保障同盟还和上海20多个社会团体组成“国民御侮自救会”。1933年5月24日，宋庆龄在国民御侮自救会筹备大会上演说，号召团结全中国的抗日力量，反对中国国民党的妥协投降路线，要求国民政府派军队并组织义勇军抗日，立即恢复人民民主自由权利，停止进攻苏区。宋庆龄还介绍了中华苏维埃共和国临时中央政府1933年1月17日宣言中提出的愿意在三条件下和任何军队合作抗日的主张。

## 开除胡适
当时，张学良任国民政府军事委员会北平分会代理委员长，主政华北；军事委员会北平分会秘书王卓然是张学良的亲信，对中国民权保障同盟北平分会采取合作态度。
1933年1月30日北平分会成立后，首件事便为调查政治犯情况。1933年1月30日晚7时，北平分会决定翌日视察监狱。1月30日晚11时，杨杏佛会见张学良，获张学良同意，张学良派王卓然和军法处、宪兵司令部的两位官员，于1月31日10时到14时陪杨杏佛、胡适、成舍我视察关押政治犯的北平陆军反省院及另外两所监狱。政治犯们纷纷诉苦，王卓然将胡适提出的各项要求都报告给张学良。此次视察中，关押在北平陆军反省院的政治犯刘质文（即刘尊棋，中国共产党党员，中国左翼作家联盟北平分会理事，塔斯社北平分社记者、翻译。1931年7月被捕关入北平陆军反省院）同胡适以英语交谈。
1933年1月25日，史沫特萊（当时为宋庆龄的英文秘书）向同盟总会提交了北平《世界日報》轉來的北平陆军反省院犯人李肇音（实际是劉尊棋）1月10日写的信。李肇音的信假借了胡適推薦的名義。胡適一直不知道有此事。
1933年2月4日，胡适收到史沫特莱受同盟委托发来的英文快信，并附宋庆龄签名英文信，以及英文《北平军分会反省院政治犯控诉书》一份（即上文李肇音的信）。控诉书描述了北平陆军反省院内残酷的私刑。史沫特莱、宋庆龄的两封信均要求北平分会立即向当局提严重抗议，废除反省院私刑。宋庆龄信中还提出“立即无条件地释放一切政治犯”。翌日，宋庆龄信和控诉书刊登在英文《燕京报》。王卓然见报纸打电话给胡适质问此文来源。2月4日、5日，胡适连写两信给蔡元培、林语堂，认为应纠正两信及控诉书。胡适还致信英文《燕京报》称“那封呼吁书十分可能是一封伪造的匿名信。”
2月7日，胡适的《民权的保障》一文发表在《独立评论》周刊上，提出“中国的民权保障运动必须要建筑在法律的基础之上”，反對“立即无条件地釋放一切政治犯”的提法，并认为“一个政府要存在，自然不能不制裁一切推翻政府或反抗政府的行动。”这里胡适用的是“自然不能不”。2月21日，英文《字林西报》发表该报记者对胡适的访问报道，内容是胡适致《燕京报》信及《民权的保障》要点，其中称“任何一个政府都应当有保护自己而镇压那些危害自己的运动的权利，固然，政治犯也和其他罪犯一样，应当得着法律的保障和合法的审判……”这里说的是政府有权镇压。报道中胡适还认为北平陆军反省院没有任何严刑拷打。胡适的表态及用词招致中国民权保障同盟的强烈反应。中国民权保障同盟电胡适：“本日沪《字林西报》载先生谈话，反对本会主张释放政治犯，并提议四原则，与本会宣言目的第一项完全违背，是否尊意？请即电复。”胡适未答复。2月28日，蔡元培與宋慶齡聯名致電胡適，再度要求胡適公開更正，“否則惟有自由出會”。胡適仍未答复。
3月3日，中国民权保障同盟临时中央执行委员会开会决议：开除该会会员胡适。3月18日，中国民权保障同盟總會全體大會召开，追認了该決議。
开除胡适反映了中国民权保障同盟内部的分裂。3月13日，北平分会的马裕藻、蒋梦麟、任鸿隽、陈博生、成舍我五人共同署名致信中国民权保障同盟临时中央执行委员会，站在胡适方面间接质问此事。临时中央执行委员会为此专门开会讨论一天，于3月23日答复。
1933年5月，王卓然将刘质文（刘尊棋）无条件保释出狱。

## 停止活动
1933年2月12日，中国国民党南京市党部执委决议：“蔡元培、宋庆龄等擅组民权保障同盟，发表宣言，保障反革命及共党要犯，实破坏本党威信，逾越中委职权，应请中央解散该团体，并于蔡、宋等以警告。”
1933年6月18日上午8时，杨杏佛在上海遭到国民党特务暗杀。此后，中国民权保障同盟实际上无形解散。鲁迅说：“打死杨杏佛，原是对于孙夫人和蔡先生的警告，但他们是坚决的。”此后，宋庆龄、蔡元培等人继续为民权保障、营救政治犯而开展私人活动。